# Рік Верші
Річард Джон Верші-молодший (англ. Richard John Wershe Jr Richard John Wershe Jr), більш відомий як Рік Верші — американський наркоторговець, відомий як наймолодший інформатор ФБР в історії США. В середині 1980-х Верші передавав інформацію правоохоронним органам про діяльність осіб, що займаються наркоторгівлею в районі Детройта під назвою «Іст-Сайд». У 1987 році Рік Верші був заарештований за звинуваченням у великих поставках наркотичних речовин і в 1988 році був засуджений до довічного позбавлення волі.
Суперечки щодо упередженості про винесення йому вироку ведуться більше трьох десятиліть, як і суперечки про обгрунтованість його засудження. Ряд експертів і дослідників вважають, що Рік Верші став жертвою політичної доцільності після того, як співпраця Верші з ФБР призвела до розкриття зв'язків високопоставлених осіб Департаменту поліції і адміністрації міста Детройт з представниками кримінальної субкультури і діючої масштабної корупційної схеми, що обернулося арештом і відставками ряду поліцейських чиновників і осіб виконавчої влади міста. Рік Верші-молодший вважається одним з найвідоміших політичних в'язнів в США.

## Біографія
Річард Верші-молодший народився 18 липня 1969 на території штату Мічиган. Був старшою дитиною в родині з двох дітей. Сім'я проживала в районі Іст-Сайд, населеному в основному представниками маргінальних верств суспільства, з високою криміногенною ситуацією. Батько Ріка, Рік Верші-старший, займався нелегальною торгівлею зброєю і рахувався інформатором правоохоронних органів. Верші-молодший відвідував школу Detroit Denby High School, яку кинув в 1985 році.

## Співпраця з правоохоронними органами
Весною 1984 Річард Верші-старший звернувся в поліцію із заявою про зникнення своєї доньки Доун Верші, яка страждає наркотичною залежністю. Агенти ФБР, які з'явилися в будинок Верші показали членам сім'ї серію фотографій чорношкірих чоловіків, підозрюваних у наркоторгівлі. Всіх чоловіків Рік Верші-молодший ідентифікував як членів відомої в окрузі банди наркоторговців, на чолі якої стояли близнюки Джон і Леонард Каррі. Верші-молодший багато часу проводив на вулиці і мав дружні відносини з членами банди братів Каррі. Після цього Рік Верші був завербований ФБР і протягом двох з половиною років працював в якості інформатора. За цей час Верші-молодший втерся в довіру до братів Каррі і почав брати участь в розповсюдженні наркотиків, отримавши прізвисько «Білий хлопець Рік». В кінцевому рахунку, багато в чому завдяки діяльності Верші-молодшого, влітку 1987 року більшість членів банди, включаючи її лідерів були заарештовані і згодом засуджені на тривалі терміни.

## Кримінальна діяльність
Після припинення співпраці з ФБР Рік Верші протягом 11 місяців продавав наркотики і здобув популярність в окрузі як невеликий наркодилер. У травні 1987 року його автомобіль був зупинений після стандартної перевірки документів. У салоні автомобіля було виявлено сумку з 25тис. доларів всередині. Згодом було отримано ордер на обшук його будинку, в ході якого поліцейські виявили 8 кілограмів кокаїну, закопані на задньому дворі будинку. Рік Верші був заарештований за звинуваченням в торгівлі наркотичними речовинами.. На підставі чинного на той момент в штаті Мічиган закону, що передбачав довічне позбавлення волі за зберігання і поширення понад 650 грам кокаїну або героїну, Рік Верші-молодший в січні 1988 року був засуджений до довічного позбавлення волі без права на умовно- дострокове звільнення.

## Конспірологічна версія
Майже відразу ж після засудження з'явилося переконання про упередженість влади щодо винесення 18-річному Верші вироку, який передбачав довічне позбавлення волі. Суд над Верші ряснів порушеннями процесуальних і юридичних норм. Основним доказом звинувачення послужила знайдена коробка, яка містить кокаїн, на ній не було виявлено слідів засудженого. Верші був засуджений лише на підставі показань двох свідків, які заявили, що бачили, як Рік закопував на задньому дворі коробку з кокаїном. Згодом один з них, Девід Голлі, заявив що дав неправдиві свідчення під тиском слідства. Крім того, щодо нього була порушена презумпція невинуватості, коли прокуратура і згодом ЗМІ заявили, що Рік Верші постачав великі партії наркотичних речовин і був наркобароном, що на суді довести не вдалося. Інтенсивний розголос у справі Ріка, як і сам ефект гласності, на думку багатьох, сприяв упередженому ставленню в справі його засудження
Під час роботи в якості інформатора ФБР Рік Верші передав інформацію про корупцію в Департаменті поліції Детройта, після того як з'ясувалося, що Джонні Каррі заплатив хабар в 10 000 доларів тодішньому главі поліції чорношкірому Гілу Хіллу за припинення розслідування вбивства 13-річного Деміена Лукаса, який був убитий навесні 1985 року в ході кримінальних розборок за переділ сфер впливу в місті між бандою братів Каррі і бандою, членом якої був батько вбитого хлопчика. Гіл Хілл надалі всіляко перешкоджав розслідуванню вбивства. Також Верші передав інформацію правоохоронним органам про те, що Хілл перешкоджає розслідуванню справи щодо поширення наркотичних речовин, яке здійснювалось членами банди братів Каррі, так як банда мала протекцію з боку тодішнього мера Детройта Коулмена Янга, племінниця якого Кеті Уолсан була дружиною Джонні Каррі. Згідно доносами Верші, корумпована адміністрація Коулмена Янга загострила криміногенну ситуацію в місті. Було встановлено, що протягом кількох місяців перед арештом на Ріка Верші готувалося кілька замахів, які планував Джонні Каррі в помсту за зраду. Відомий найманий вбивця Нейт Бун Крафт згодом стверджував, що також готував вбивство Верші, безпосереднім замовником якого виступав Гіл Хілл.
Викриття корупційної схеми сприяло тому, що в травні 1991 року за звинуваченням в захисті торговців наркотичних речовин з боку поліції було заарештовано 11 поліцейських і Кеті Уолсан, колишня дружина Джона Каррі та племінниця мера Детройта. Будучи в ув'язненні, Рик Верші продовжив співпрацю з ФБР в якості інформатора і протягом кількох років допоміг розкрити ще кілька корупційних скандалів і знищити кілька злочинних угруповань. У 1992 році завдяки інформації Верші був заарештований і згодом засуджений шеф поліції Детройта Вільям Харт за розтрату 2,6 мільйона доларів. Верші також приписують розкриття двох змов з метою вбивства, які планували засуджені. У 1998 році штат Мічиган змінив закон, який передбачає довічне позбавлення волі за зберігання і поширення понад 650 грам наркотичних речовин, і в 1999 році Ріку Верші призначали покарання у вигляді довічного позбавлення волі з правом умовно-дострокового звільнення.
У 2003 році Верші подав клопотання на умовно-дострокове звільнення, але йому було відмовлено через свідчення декількох офіцерів поліції, які звинуватили його в різних злочинах. Один з офіцерів, Вільям Райс, згодом зізнався в дачі неправдивих свідчень під тиском вищих поліцейських чиновників Детройта.. Наступні запити на умовно-дострокове звільнення, які Верші робив в 2007 і 2012 роках, також були відхилені, незважаючи на те що більшість з числа злочинців, які були засуджені на підставі доносів і показань Річарда Верші, до 2012 року були вже звільнені з місць позбавлення волі, включаючи Джонні Каррі.
Багато поліцейських чиновників, в тому числі прокурор округу Уейн Майк Дагган, неодноразово зверталися до Мічиганського управління з умовно-дострокового звільнення з протестом проти його звільнення, незважаючи на те що Рік Верші-молодший за роки ув'язнення заслужив репутацію зразкового ув'язненого і його рекомендували до умовно дострокового звільнення ряд агентів ФБР, які в різні роки вели з ним співпрацю
На думку керівництва ФБР, необгрунтоване засудження Верші-молодшого було актом помсти адміністрації Детройта, до якого доклали зусиль двоє найвпливовіших чорношкірих політиків Детройта — перший в історії штату Мічиган чорношкірий мер — Коулмен Янг і Гіл Хілл, який зробив помітну політичну кар'єру в 1990-ті роки після завершення поліцейської кар'єри і який звинувачував ФБР і безпосередньо Ріка Верші-молодшого в спробі дискримінації і імпічменту чорношкірих чиновників.

## В ув'язненні
У роки ув'язнення через співпрацю з ФБР Рік Верші потрапив в програму захисту свідків і в середині 2000-х був етапований для подальшого відбуття покарання в одну з федеральних в'язниць, розташованих в штаті Флорида. Весною 2005 року Верші були пред'явлені звинувачення в участі в організованій злочинній групі, яка спеціалізувалася на викраденні автомобілів в штаті Флорида для подальшого їх перепродажу в інші штати. В цілому злочинці заробили понад 8 мільйонів доларів, але заходи по ліквідації злочинної групи привели надалі до 50 арештів у 20 штатах США. У липні 2006 року Верші уклав угоду про визнання провини і в якості покарання отримав 5 років позбавлення волі за звинуваченням у рекеті та вимаганні. Мотивом скоєння злочину у викладі Ріка послужили матеріальні труднощі, які відчували мати і сестра, які виховують його дітей.
У 2017 році Верші подав чергове клопотання про УДЗ, яке було схвалено в липні того ж року, але на свободу він не вийшов. У серпні 2017 року Рік був етапований в штат Флорида для відбуття покарання, встановленого йому вироком у 2006 році. Дата його звільнення була призначена на 20 квітня 2021 року, але за хорошу поведінку йому скоротили термін. Рік Верші-молодший вийшов із в'язниці в липні 2020 року.

## У масовій культурі
Історія життя Річарда Верші-молодшого в період його роботи в якості інформатора ФБР зображена в художньому фільмі «Білий хлопець Рік» з Річі Мерріттом в ролі Ріка Верші-молодшого і Меттью Макконахі в ролі його батька Ріка Верші-старшого. Після виходу фільму родичі, велика частина друзів і знайомих Ріка Верші того часу заявили, що фільм лише частково ґрунтується на біографічних відомостях про сім'ю Ріка і в цілому сюжет фільму відрізняється від подій, що відбувалися в реальності.